# Geersdijk
Geersdijk est un village appartenant à la commune néerlandaise de Beveland-du-Nord, situé dans la province de la Zélande. En 2003, le village comptait environ 300 habitants.